# Brunflo station

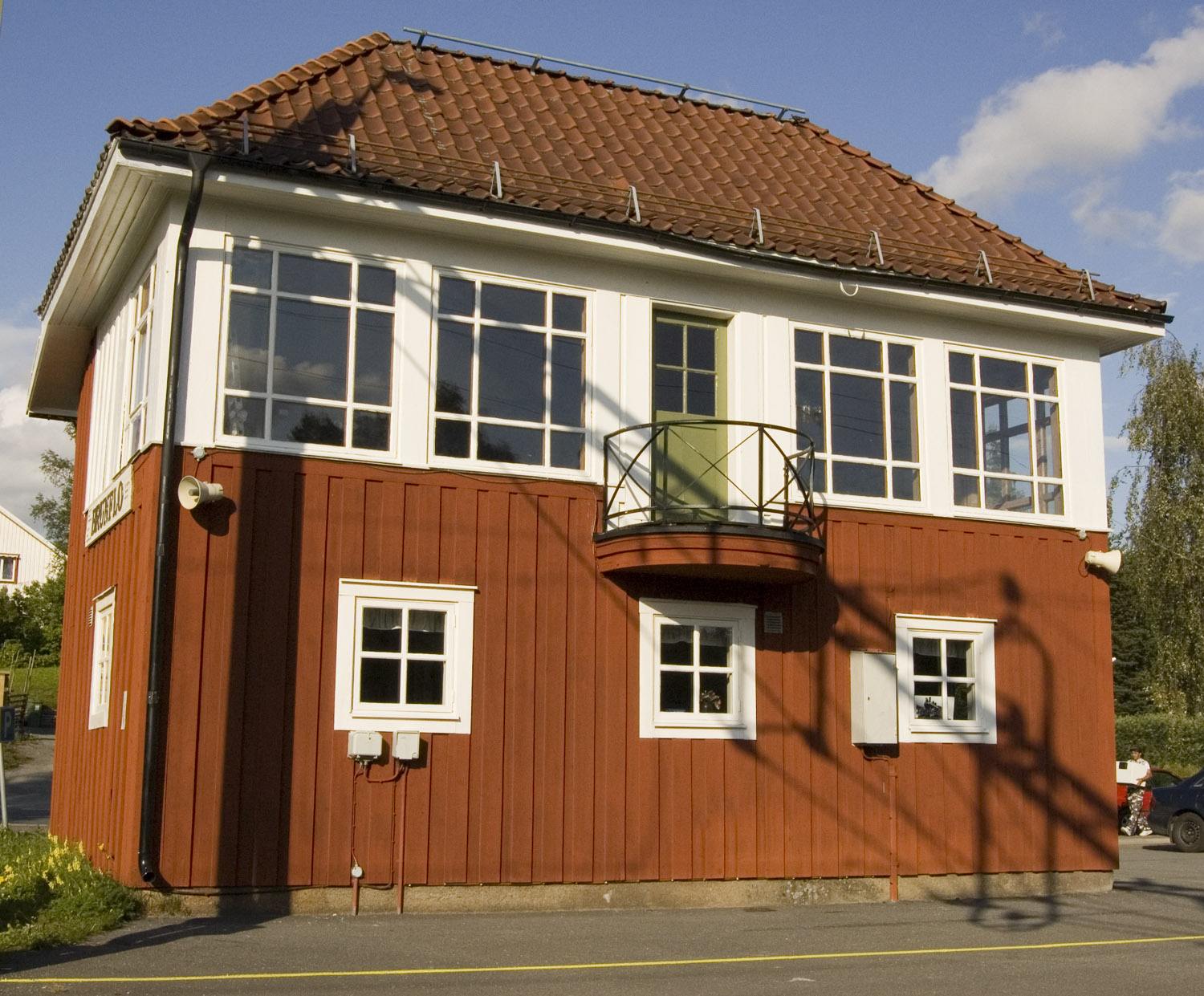
Ställverket

Brunflo station är en järnvägsstation på Mittbanan och Inlandsbanan i Brunflo i Jämtlands län. Stationen öppnade 1879. Det ursprungliga stationshuset från 1879 låg nordväst om det nuvarande stationshuset och efter att varit tjänstebostad revs det 2010. Det kvarvarande stationshuset är ritat av Folke Zetterwall byggdes 1916 och är sedan 1986 byggnadsminnesförklarat. Det intilliggande ställverket blev byggnadsminnesförklarat 2007.
Den första delen av Inlandsbanan mot Sveg öppnades för trafik 1916 och var färdig till Sveg 1922.